# Princess Maker
Princess Maker (プリンセスメーカー?) è una serie di videogiochi simulatori di vita giapponesi realizzati dallo studio di animazione Gainax. Il primo Princess Maker, benché molto popolare da essere tradotto in cinese, non fu mai pubblicato sul mercato occidentale. Princess Maker 2 fu tradotto dalla SoftEgg per una versione destinata al Nord America, ma fu cancellata prima della pubblicazione perché la Intracorp fallì. Princess Maker 3, Princess Maker 4 e Princess Maker 5 furono successivamente pubblicati in Giappone, in Corea (dalla Fujitsu) e a Taiwan (dalla Kingformation). Dopo il tentativo fallimentare di Princess Maker non fu pubblicato mai più nulla al di fuori del mercato asiatico.
Yucie è un anime vagamente ispirato a Princess Maker 3 ma con protagonisti prelevati da tutti i giochi ed è andato in onda per ventisei episodi fra il 2002 ed il 2003.

## Princess Maker
Princess Maker è il primo videogioco della serie, pubblicato nel 1991. Nel videogioco il giocatore controlla un personaggio che ha salvato un'orfana, Maria, da un demone e quindi se ne prende cura. Le opzioni che il giocatore ha per interagire con Maria si limitano a conversare, darle soldi ed inviarla in città per scoprire l'opinione che la gente ha di lei. In compenso, rispetto ai sequel il guardaroba del personaggio femminile è molto più vasto, e cambia di stagione in stagione, e di età in età.
Durante la fiera della vendemmia viene organizzato un torneo di combattimento (a cui si può partecipare personalmente) ed un concorso di bellezza, a cui può partecipare Maria. Se Maria vince il concorso la sua popolarità crescerà notevolmente. Nel gioco si sono 74 finali alternativi in cui viene mostrato il futuro di Maria che potrebbe trovarsi a svolgere lavori umili come il soldato o l'operaia, lavori prestigiosi come la sacerdotessa o il ministro o finire nel "lato oscuro" e diventare una criminale o una prostituta. Inoltre numerosi fattori decideranno se Maria avrà successo nel proprio lavoro, se si sposerà e se avrà figli.
Il videogioco fu ripubblicato in una Refine Edition con grafica ed audio migliorati. Il gioco fu pubblicato solo in giapponese e cinese, ma un fansub inglese fu distribuito via internet.
La versione originale fu pubblicata per Microsoft Windows, mentre la Refine Edition anche per PlayStation 2.

## Princess Maker 2
In Princess Maker 2, il secondo gioco della serie, il giocatore controlla il personaggio di uno spadaccino che adotta una ragazzina di dieci anni, Olive, e la cresce sino all'età di diciotto anni. Il giocatore deve organizzare la giornata di Olive, riempiendola con attività legate allo studio, all'educazione, al lavoro part-time, alle avventure ed al tempo libero. Durante le "avventure", il giocatore controlla Olive direttamente utilizzando un sistema di controllo simile a quello dei videogiochi di ruolo di quel periodo.
Come per gli altri videogiochi della serie il destino della ragazza, che viene svelato il giorno del suo diciottesimo compleanno, dipende dalle sue esperienze e dall'educazione ricevuta dal giocatore. Princess Maker 2 è l'unico gioco della serie ad essere stato ufficialmente tradotto in lingua inglese. Tuttavia l'adattamento non fu mai ultimato ed il gioco non fu mai pubblicato ufficialmente. La traduzione del gioco fu resa disponibile su internet e considerata abandonware, nonostante una richiesta della SoftEgg a non distribuirla.
Il gioco fu originariamente pubblicato per Windows e Macintosh esclusivamente in Giappone. Successivamente una versione graficamente migliorata ed intitolata Refine Edition è stata pubblicata per Windows e PlayStation 2 nel 1997.

## Princess Maker 3
Princess Maker 3: Yumemiru Yousei (Princess Maker 3: Le favole diventano realtà) è il terzo titolo della serie. Nella storia del gioco il giocatore controlla un personaggio che si prende cura di una giovane fata che desidera diventare una principessa umana. A seconda del modo in cui il giocatore interagisce con la fata, cambieranno le sue attitudini, il suo stato d'animo ed il suo status sociale.
A differenza con gli altri capitoli della saga, il giocatore può scegliere fra sei occupazioni (mercante, artista, nobile decaduto, prete, cavaliere ritirato e vate), a seconda della quale viene determinato il suo stato sociale nel regno, la sua ricchezza e la sua retribuzione annua. L'occupazione determinerà anche alcuni fattori del personaggio principale, a partire con le attitudini iniziali della fata. In Princess Maker 3, la figlia del personaggio può avere diversi stati d'animo, e non soltanto tre come nei precedenti giochi, che variano dalla felicità, alla tranquillità, alla preoccupazione alla tristezza. Le sue caratteristiche saranno invece decise sia dal lavoro scelto dal protagonista che dal modo in cui sarà trattata nel corso del gioco.
Il gioco può terminare in sessanta modi differenti che variano dai tradizionali finali in cui la figlia del protagonista intraprende un lavoro prestigioso o umile, ad una nuova serie di finali di carattere fantasy, in cui la protagonista può diventare "principessa delle tenebre" "principessa dei gatti". Come nei giochi precedenti esistono una quantità di personaggi con cui si potrà inoltre sposare.
Il videogioco è stato pubblicato nel 1998 per Windows, PlayStation e Sega Saturn.

## Princess Maker 4
A differenza degli altri capitoli della serie, Princess Maker 4 è stato sviluppato dalla GeneX, benché Takami Akai (ideatore originale della serie) rimase come supervisore del gioco. le illustrazioni del gioco furono curate da Tenhiro Naoto, creatore di Sister Princess.
Strutturalmente, Princess Maker 4 prende principalmente ispirazione da Princess Maker 2, anche se non esiste più una modalità avventura. Come per Princess Maker 3 tutti i dialoghi sono doppiati e comprendono il lavoro di famosi seiyū come Takahiro Sakurai.
Il giocatore interpreta il personaggio di un soldato che si innamora di una misteriosa donna, che però improvvisamente sparisce, per ricomparire soltanto alcuni anni dopo e consegnare al giocatore la figlia del loro amore, Patricia. Durante l'intera durata di Princess Maker 4 accadono vari eventi che forniscono al giocatore indizi sul passato della propria figlia, che viene lasciato intendere sia di stirpe demoniaca. Nella trama del gioco infatti è in corso da anni una guerra fra umani e demoni.
La versione giapponese del gioco è stata distribuita per PC il 28 luglio 2006. Successivamente, nello stesso anno il gioco è stato convertito anche per PlayStation Portable e Nintendo DS.

## Princess Maker 5
Princess Maker 5 è il quinto capitolo della serie Princess Maker ed è stato reso disponibile in Giappone il 3 marzo 2007.
Rispetto a tutti gli altri capitoli della saga, Princess MAker 5 ha numerose differenze. La più evidente è l'ambientazione moderna, rispetto a quella stile medievale dei precedenti videogiochi, Inoltre il giocatore può scegliere se controllare il ruolo del padre o della madre della protagonista.
Anche il gameplay ha subito notevoli cambiamenti, incluso il modo in cui viene organizzata la giornata della propria figlia, che non è più a base mensile ma settimanale. Sono disponibili scelte più dettagliare e la possibilità di essere più o meno indulgente nei confronti di alcuni aspetti della vita della propria figlia, come l'alimentazione, il coprifuoco, la paghetta, i risultati scolastici, le amicizie ed il suo modo di pensare. Sono stati implementati elementi tipici dei giochi di ruolo, come la possibilità di controllare direttamente la figlia nell'esplorazione degli ambienti intorno a lei.
Nella trama del videogioco, il protagonista controlla il personaggio di un eroe di un mondo parallelo, ritiratosi nel mondo moderno. Sua figlia è una ragazza di origini nobili candidata ad assumere il ruolo di principessa del suo regno. Tuttavia, in seguito all'assassinio delle altre candidate e della famiglia della protagonista, è stato chiesto al giocatore di assumere al tutela della ragazzina e di proteggerla fino a che non raggiungerà l'età di diciotto anni.
Il videogioco è stato distribuito per Windows, PlayStation 2 e PlayStation Portable, per la quale sono state pubblicate due versioni distinte: una standard ed una edizione limitata.

## Giochi correlati
- Princess Maker Pocket Daisakusen, un videogioco puzzle che utilizza i personaggi di Princess Maker.
- Princess Maker Go! Go! Princess, un videogioco da tavola che utilizza i personaggi di Princess Maker.
- Princess Maker Q, un videogioco quiz che utilizza i personaggi di Princess Maker.
- Princess Maker Online, una versione online di Princess Maker Sviluppata dalla MGAME Korea.[4]